# Francesco Garbarino
Il Serenissimo Francesco Garbarino (Genova, 1607 – Genova, 1672) fu il 120º doge della Repubblica di Genova e re di Corsica.

## Biografia

### Primi anni

Stemma nobiliare dei Garbarino

Figlio di Raffaele Garbarino e di Maria Orengo d'Albenga, nacque a Genova nel corso del 1607. Educato alle arti mercantili e militari, ascritto nel Libro d'oro della nobiltà genovese dal 29 novembre 1623, Francesco Garbarino iniziò la sua attività lavorativa come protettore delle Compere del Banco di San Giorgio.
S'impegnò negli affari di stato soprattutto in quei settori pubblici legati alla marineria, tanto che il suo nome compare quale governatore di una galea del "nuovo armamento genovese", voluto da quella nobiltà "giovane" desiderosa per la Repubblica di una fase più autonoma e militarmente indipendente dai due principali stati di Francia e di Spagna, che salpò il 1º maggio 1642 da Genova alla volta della Sicilia per un nuovo traffico commerciale di sete. Nel 1643, con la qualifica di commissario generale delle Galee, partecipò ad una spedizione in Corsica per contrastare la pirateria. Nel giugno del 1646 fu scelto dal governo genovese nel rendere gli omaggi ufficiali al diplomatico spagnolo Iñigo Vélez de Guevara, consigliere del re Filippo IV, di passaggio nella città ligure nel suo viaggio verso Roma.
Membro del magistrato di Guerra dal 1653 Francesco Garbarino lottò contro ribellioni e delinquenze che si accesero lungo tutto il territorio repubblicano. Nel 1656 fu contagiato (ma sopravvisse) dalla peste che devastò Genova e le Riviere e nel 1657, alla fine dell'epidemia, venne estratto senatore della Repubblica. Negli anni successivi ricoprì diversi incarichi e ruoli: preside degli Inquisitori di Stato (1662); membro della delegazione che accolse don Luis de Guzmán Ponce de Leon, governatore di Milano; delegato al magistrato dei Triremi per la costruzione di nuove imbarcazioni (1664); senatore, procuratore della Repubblica e ancora preside degli Inquisitori di Stato (1665); preside del magistrato di Corsica (1666) e supremo sindacatore (1668).

### Il dogato e gli ultimi anni
Già nelle votazioni dogali del 1665 Francesco Garbarino sfiorò l'elezione a doge - il Gran Consiglio preferì la figura di Cesare Durazzo - obbiettivo che fu centrato nelle consultazioni del 1669 (18 giugno) quando 244 voti su 492 lo elessero successore di Cesare Gentile. In qualità di doge fu investito anche della correlata carica biennale di re di Corsica.
Il suo dogato - il settantacinquesimo in successione biennale e il centoventesimo nella storia repubblicana - fu contraddistinto dalla prosecuzione di diverse opere pubbliche nel territorio repubblicano quali il Molo Nuovo a Genova, la fortezza di Vado Ligure e sempre nel savonese, su proposta favorevole dai protettori delle Compere del Banco di San Giorgio, l'apertura di una nuova strada nell'entroterra di Ceriale. All'inizio del mandato, nel luglio 1669, ebbe accesi contrasti con l'Inquisitore romano per una controversia giurisdizionale dei vari "poteri" di stato ed ecclesiastici relativi al ruolo dell'Inquisizione nei territori della Repubblica di Genova.
In politica estera, diversamente dai suoi predecessori, preferì non interferire nei rapporti genovesi con la Francia o con la Spagna, nonostante le forti pressioni dei nobili locali, salvo pretendere dai due stati la giusta regalità che spettava alla repubblica genovese. Nel corso del 1671 uno sfruttamento della terra di Conio d'Abete, tra i territori genovesi di Triora e sabaudi di Briga, causarono l'inizio di un contrasto fra Genova e il Ducato di Savoia del duca Carlo Emanuele II che poi sfociarono negli scontri del 1672 sotto il dogato di Alessandro Grimaldi.
Cessato il mandato il 18 giugno 1671 - anno in cui gli annali annotano spesso la sua assenza dagli impegni ufficiali per motivi di salute - Francesco Garbarino proseguì il suo impegno pubblico nel magistrato di Marina. Nell'anno 1672 il suo nome scompare da ogni documento tanto che si fa riferimento a questa datazione per attestarne la morte in Genova; la salma trovò sepoltura all'interno della chiesa del Gesù e dei Santi Ambrogio e Andrea.

## Vita privata
Dal matrimonio con Benedetta De Franchi (deceduta nel 1695) ebbe l'unica figlia Angela Maria che sposò il conte Pier Francesco Costa. La presenza della moglie del doge Garbarino alle cerimonie pubbliche, se pur discreta e non troppo appariscente, fu una novità assoluta nel "cerimoniale di palazzo" che fino ad allora non prevedeva tale figura pur abitando la consorte nelle stanze di palazzo Ducale assieme al doge-marito nei due anni di dogato.